# جامعة راين ماين للعلوم التطبيقية
تعتبر جامعة راين ماين للعلوم التطبيقية (بالألمانية: Hochschule RheinMain) من أحدث الجامعات الألمانية الحكومية في ولاية هيسن وتقع في ثلاثة مناطق وهي فيسبادن وروزلس هايم وجينس هايم حيث تأسست سنة 1971 ويوجد بها 44 أختصاص وعدد الطلاب ما يقارب 10274 طالب وطالبة والعاملين ما يقارب 500 موظف وبروفيسور.

## الأقسام والكليات

### فيسبادن
قسم العمارة والهندسة المدنية
قسم المعلوماتية والتصميم المعلوماتي
قسم الخدمات الأجتماعية
قسم الأقتصاد

### روزلس هايم
قسم الهندسات الطبيعية ويتكون من
كلية تقنية المعلومات
كلية الهندسة الكهربائية
كلية الهندسة الصناعية
كلية الهندسة البيئة
كلية الفيزياء الطبية

## =جينس هايم
قسم تقنية المشروبات والخمور وبناء وعمارة البساتين

## الروابط الخارجية
- موقع جامعة فيسبادن
- قسم العمارة والهندسة المدنية